# Roystonea princeps
Roystonea princeps (Becc.) Burret  es una especie de gran palma de palmito de pantanales, de Jamaica, donde crece en terrenos húmedos del sudeste.

## Descripción
El tronco es columnar, a veces abombado, de color blanco-grisáceo, y mide unos 20 m de alto por 25-40 cm de diámetro. Hojas, unas 15. La bráctea de la inflorescencia mide aproximadamente 1,80 m de largo, es decir, lo mismo que la vaina foliar. Flores masculinas de color blanco. Fruto globoso hasta elíptico, 1,2-1,8 cm de largo y 0,8-1 cm de diámetro, de color negro-purpúreo.

## Taxonomía
Roystonea princeps fue descrita por (Becc.) Burret y publicado en Botanische Jahrbücher für Systematik, Pflanzengeschichte und Pflanzengeographie 63: 76. 1929.
Etimología
Ver: Roystonea
princeps: epíteto latín que significa "príncipe".
Sinonimia
- Oreodoxa princeps Becc.[3]